# Rønde Højskole
Rønde Højskole er en dansk almen, grundtvigiansk folkehøjskole, der er beliggende i byen Rønde på Djursland mellem Aarhus og Grenå. Højskolen blev grundlagt i 1897.
Højskolen har plads til 130 elever. Højskolen er især kendt for sine brede studiefaglige linjer. Højskolen har derudover undervisning i fag som idræt, sundhed, kunst- og musikalske fag samt undervisning. Der tilbydes i alt ca 40 forskellige valgfag.

## Historie
Der blev oprettet en højskole i Rønde i 1894, men den oplevede forskellige opstartsproblemer og lukkede igen. Derefter blev den nuværende højskole oprettet i 1897 og har fungeret uafbrudt siden.